# Brussel (album)
Brussel is het veertiende studioalbum van de Nederlandse band De Dijk, uitgebracht in 2008.

## Nummers
| Nr. | Titel                                  | Schrijver(s)                                     | Duur |
| --- | -------------------------------------- | ------------------------------------------------ | ---- |
| 1.  | Heel andere wereld                     | Antonie Broek, Huub van der Lubbe                | 4:21 |
| 2.  | Mijn van straat geredde roos           | Nico Arzbach, Huub van der Lubbe                 | 3:27 |
| 3.  | Het moet en het zal (Enough is enough) | JB Meijers, Solomon Burke                        | 3:46 |
| 4.  | Mooier dan nu                          | Huub van der Lubbe, Jan Robijns                  | 4:18 |
| 5.  | Één waar woord                         | Roland Brunt, Huub van der Lubbe                 | 3:48 |
| 6.  | Alsmaar steeds zo                      | Pim Kops, Huub van der Lubbe                     | 3:19 |
| 7.  | Ietsje later                           | Antonie Broek, Huub van der Lubbe                | 4:23 |
| 8.  | Spoken en fantomen                     | JB Meijers, Huub van der Lubbe                   | 4:17 |
| 9.  | Mira                                   | Hugo Uiterloo "Lieve Hugo"                       | 4:21 |
| 10. | Dit zijn de dagen                      | Nico Arzbach, Huub van der Lubbe                 | 4:11 |
| 11. | De zanger van het laatste lied         | Nico Arzbach, Huub van der Lubbe                 | 4:39 |
| 12. | Ga weg en kom terug                    | Hans van der Lubbe, Pim Kops, Huub van der Lubbe | 4:58 |
| 13. | Niet de lijnen maar de bocht           | Hans van der Lubbe, Huub van der Lubbe           | 6:07 |

### Bonus-cd
Bij de eerste albumuitgave werd een bonus-cd uitgegeven met vier extra nummers, waaronder de soundtrack voor de film Kapitein Rob en het geheim van professor Lupardi en een live-uitvoering van het nummer "Mira" opgenomen in het Concertgebouw te Amsterdam op 10 april 2008.
| Nr. | Titel                           | Schrijver(s)                                    | Duur |
| --- | ------------------------------- | ----------------------------------------------- | ---- |
| 1.  | Ik heb je in mijn hoofd gehaald | Pim Kops, Huub van der Lubbe                    | 3:06 |
| 2.  | Achter die deur                 | Hans van der Lubbe, Huub van der Lubbe          | 3:52 |
| 3.  | Kapitein Rob                    | Antonie Broek, Roland Brunt, Huub van der Lubbe | 4:17 |
| 4.  | Mira (live)                     | Hugo Uiterloo                                   | 4:26 |